# Terrugem (Sintra)
Terrugem era una freguesia portuguesa del municipio de Sintra, distrito de Lisboa.

## Historia
Freguesia de características rurales, sus principales actividades económicas son la carpintería y la industria del mármol. Fue elevada a la categoría administrativa de vila el 6 de junio de 2011.
Fue suprimida el 28 de enero de 2013, en aplicación de una resolución de la Asamblea de la República portuguesa promulgada el 16 de enero de 2013 al unirse con la freguesia de São João das Lampas, formando la nueva freguesia de São João das Lampas e Terrugem.

## Patrimonio
En el patrimonio histórico-artístico de Terrugem destacan la iglesia matriz, la capilla de San Sebastián y las fuentes de Armés y de Cabrela.